# José Pazo Nunura
José Bernardo Pazo Nunura (Sechura, Piura, 12 de marzo de 1958) es un empresario y político peruano. Actualmente es congresista de la república en representación de Piura, desde el 26 de enero del 2023, tras la destitución de Wilmar Elera. Fue alcalde de la provincia de Sechura desde enero de 2011 hasta diciembre de 2014.

## Biografía
Nació en Sechura, ubicado en el Departamento de Piura, el 12 de marzo de 1968.
Es empresario y laboró como capitán de embarcación de una empresa desde 2013 hasta 2022.

## Vida política
Inicio su vida política en el año 1998 postulando como regidor provincial de Sechura donde resultó elegido para el periodo 1999-2002.
Intentó ser consejero regional de Piura por el Partido Aprista en 2002 y luego en 2006 alcalde de Sechura, sin tener éxito en ninguna elección.

### Alcalde de Sechura
Para las elecciones municipales de 2010, se integró al Partido Humanista Peruano y postulo nuevamente a la alcaldía de Sechura resultando electo como alcalde provincial de Sechura para el periodo 2011-2014.
Pazo intentó ser reelegido en el cargo en el año 2014. Sin embargo, no logró la reelección. De igual manera, en 2018, como miembro del partido Somos Perú.
En las elecciones parlamentarias de 2021, postuló al Congreso de la República quedando solo como accesitario y luego, en elecciones municipales de 2022, postuló nuevamente a la alcaldía de Sechura sin resultar elegido.

### Congresista
En enero de 2023, tras la destitución al entonces congresista Wilmar Elera, Pazo fue llamado por el Jurado Nacional de Elecciones para asumir el cargo de congresista en reemplazo de Elera. Juró al cargo de accesitario para completar el periodo parlamentario 2021-2026 como miembro de la bancada de Somos Perú.